# Гринвічський обладунок

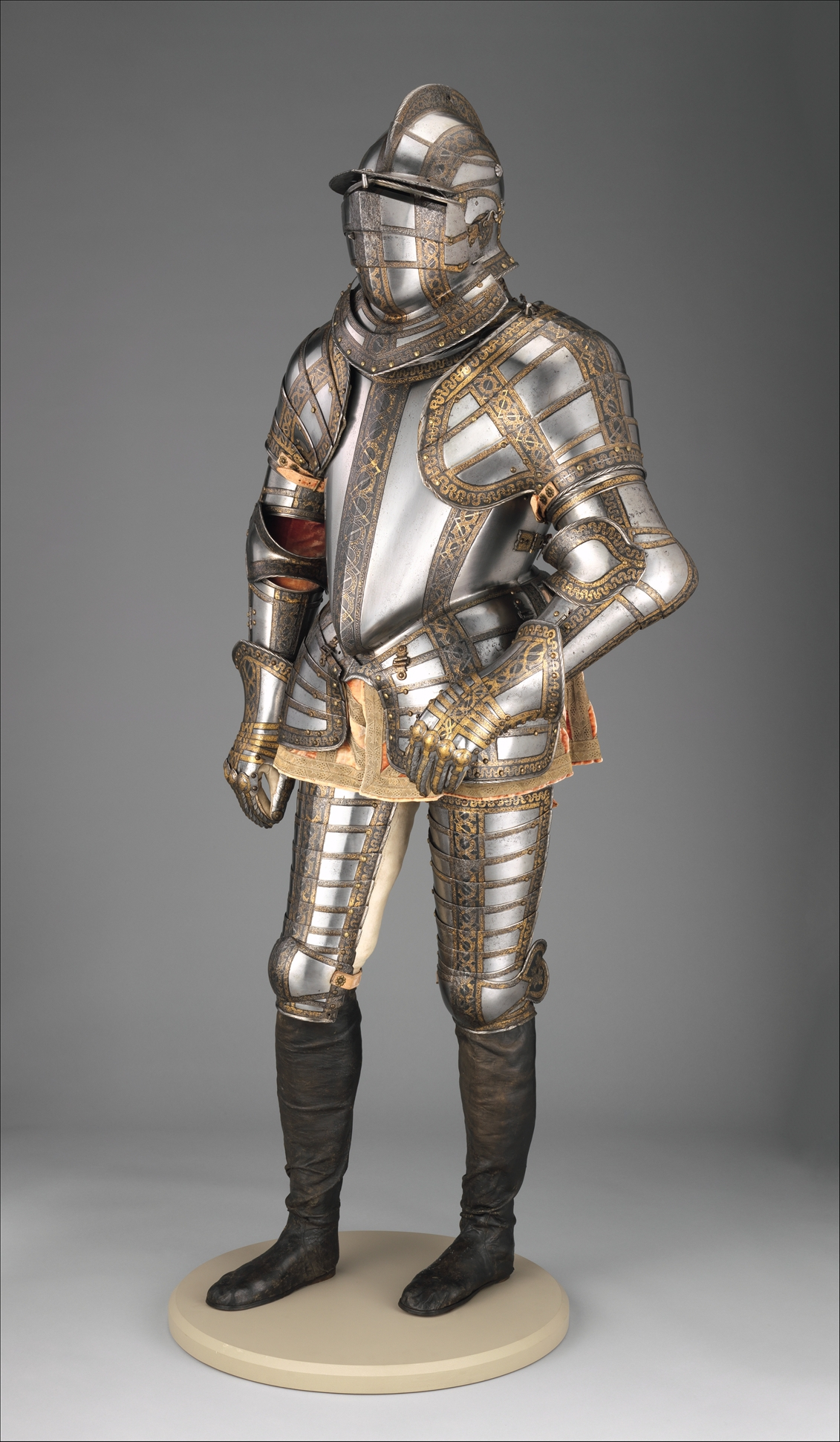
Обладунок сера Джеймса Скудамора, 1595—1596 рр. Зібрання музею Метрополітен

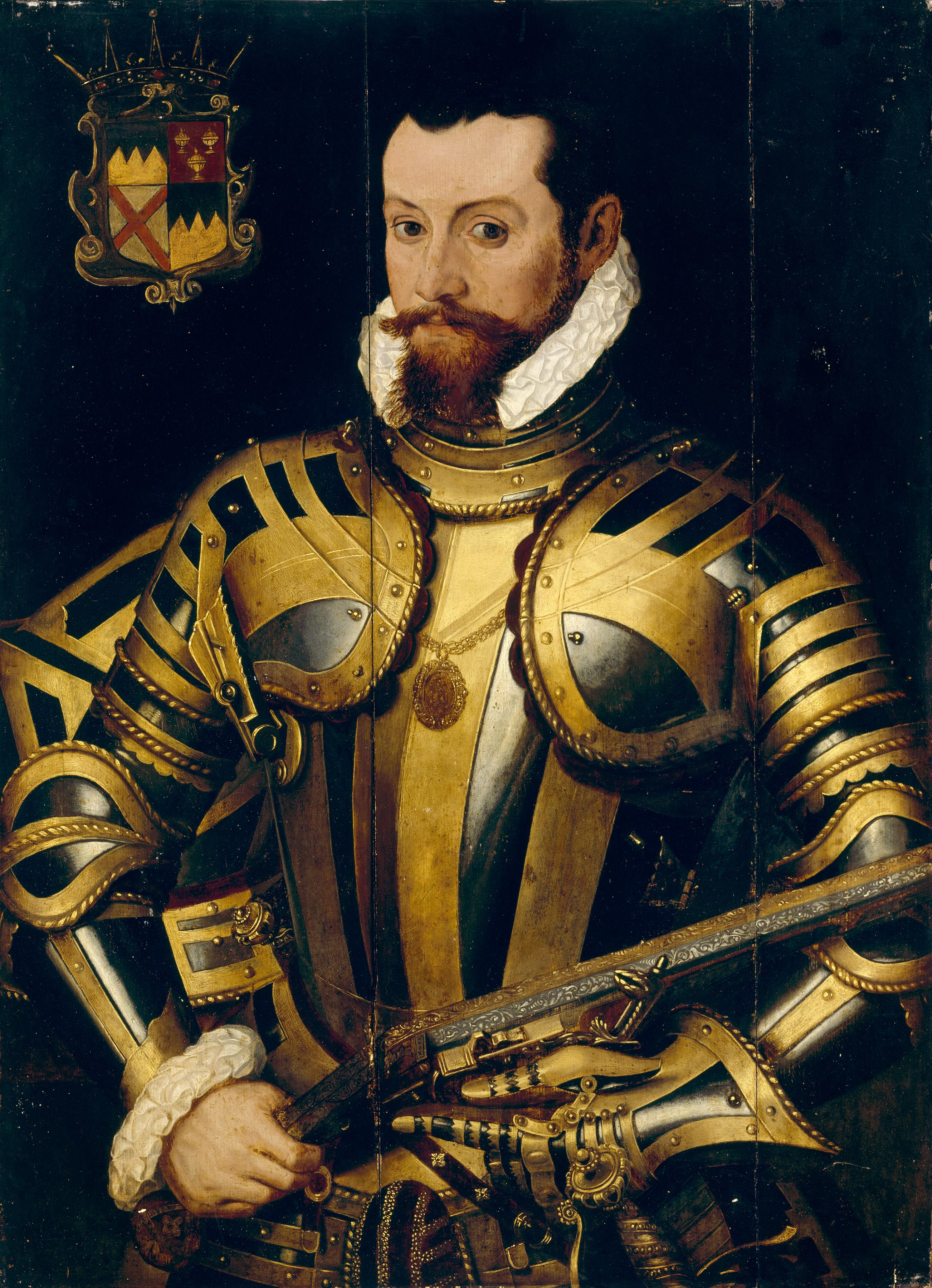
Стевен ван дер Мойлен. Портрет Томаса Батлера, 10-го графа Ормонда, бл. 1560 р.

Гринвічські обладунки (англ. Greenwich Armour) — обладунки XVI століття, що вироблялися в Гринвічі в Англії, які були завезені німецькими зброярами.
Гринвічські майстерні були засновані Генріхом VIII в 1525 році і мали повну назву англ. «The Royal „Almain“ Armouries», досл. «Королівські „Німецькі“ Арсенали»; від фр. Almain, досл. «німецький». Оскільки майстерні були створені для виготовлення саме «німецьких» обладунків, то виробництво керувалося німецькими зброярами. Першим англійцем, який очолив виробництво, став Вільям Пікерінг (William Pickering) в 1607 році.
Хоча обладунки і повинні були, на думку Генріха VIII, відтворювати німецькі, вони, тим не менш, несли в собі як німецькі, так і італійські риси, у зв'язку з цим гринвічські обладунки, хоч і виготовлялися німецькими майстрами (за участю англійських підмайстрів), виділяються дослідниками в окремий «англійський» стиль.
Схема запозичень з різних стилів в гринвічських обладунках виглядає наступним чином:
- Кіраса (включаючи як форму, так і конструкцію) — в італійському стилі.
- Шолом (приблизно до 1610 року) — в німецькому стилі з «бургундським» горжетом.
- Набедренні щитки і набедренники — в нижньогерманському і нюрнберзькому стилі.
- Захист плечей — в італійському стилі.
- Виконання інших деталей — в аугсбурзькому стилі.

Важливо зазначити, що фахівці відзначають відмінність між нюрнберзьким і аугсбурзьким стилями німецького обладунку.